# Vera Pless

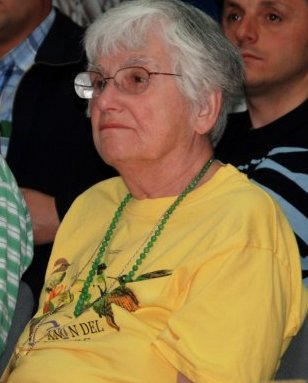
Vera Pless

Vera Pless (* 5. März 1931 in Chicago, Illinois; † 2. März 2020 in Oak Park, Illinois) war eine US-amerikanische Mathematikerin, die eine der führenden Experten für fehlerkorrigierende Codes war.

## Leben
Pless war die Tochter jüdischer Emigranten aus Russland und hieß ursprünglich Vera Stepen. Zunächst wollte sie klassische Musikerin werden (Cello), wurde aber von ihrem Vater in jungen Jahren gedrängt, Mathematik an der University of Chicago zu studieren, wo sie insbesondere von Irving Kaplansky beeinflusst wurde. Sie machte 1952 ihren Master-Abschluss und heiratete im gleichen Jahr einen Kommilitonen, der Physik studierte und experimenteller Teilchenphysiker wurde. Sie promovierte 1957 an der Northwestern University bei Alex Rosenberg (The continuous transformation ring of biorthogonal bases spaces). Nachdem sie ihr zweites Kind bekommen hatte, unterrichtete sie an der Boston University, in der Nähe des Wirkungsorts ihres Mannes am MIT, widmete sich aber hauptsächlich ihren Kindern.
Von 1963 bis 1972 arbeitete sie als Mathematikerin an fehlerkorrigierenden Codes bei den Air Force Cambridge Research Laboratories in Cambridge (Massachusetts). Neben fundamentalen Arbeiten über fehlerkorrigierende Codes veröffentlichte sie auch weiter über Ringtheorie.
Nachdem das US-Verteidigungsministerium die Grundlagenforschung eingeschränkt hatte, forschte sie ab 1972 am MIT weiter und wurde 1975 Professor an der University of Illinois at Chicago. Sie war Fellow der American Mathematical Society.

## Schriften
- Introduction to the theory of error-correcting codes, Wiley 1982, 2. Auflage 1989
- mit W. Cary Huffman: Fundamentals of error correcting codes. Cambridge University Press 2003
- mit Huffman, Richard A. Brualdi: Handbook of coding theory, North Holland 1998
- mit Janet Beissinger: Crypto Club. Using mathematics to make and break secret codes. A. K. Peters 2006